# 裴山店站
裴山店站（：／ Paesanjŏm yŏk */?）是位于朝鮮民主主義人民共和國平壤直轄市恩情區的一個鐵路車站。
2014年10月30日，修竣的裴山店站投入使用。車站是按照現代審美觀點重新設計修建的，將為鄰近的延豐科學家修養所和衛星科學家住宅區提供服務。